# Oberheim

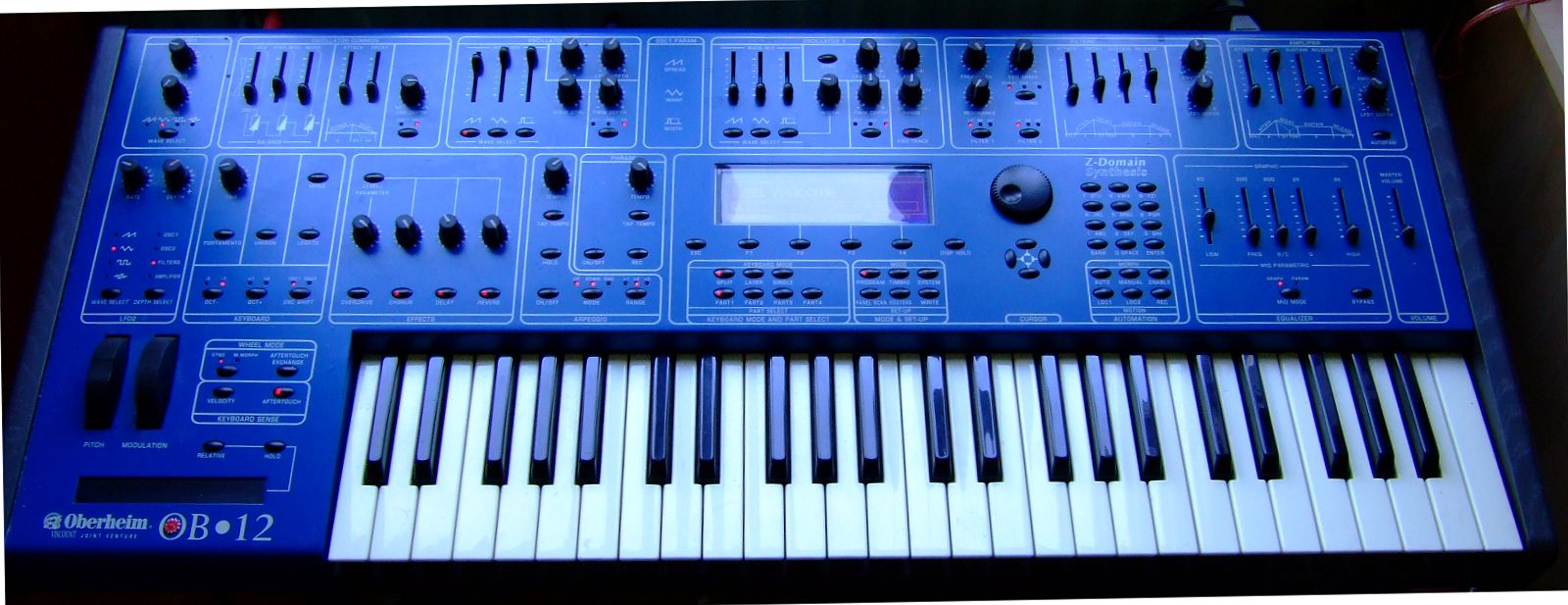
Sintetizador Oberheim OB12.

Oberheim Electronics es una empresa fundada en 1973 por Tom Oberheim (exingeniero de diseño de Maestro), que fabricaba sintetizadores de audio y otros instrumentos musicales electrónicos. Oberheim, quien era originalmente fabricante de aparatos de efectos electrónicos y durante un breve periodo se dedicó a la distribución de Instrumentos ARP, se convirtió en el creador de los productos más innovadores de la primera etapa de la música electrónica, como el DS-2 (uno de los primeros secuenciadores analógicos de música) y el Módulo de Expansión Sintetizador (SEM, por sus siglas en inglés). Los Oberheim con configuración de dos, cuatro y ocho voces estaban basados en la utilización de dichos SEM.
El sintetizador de dos voces incluía un secuenciador controlado por tensión de dos canales, mientras que los de cuatro y ocho voces incluían un programador rudimentario, capaz de retener ajustes de sonido. Los sintetizadores Oberheim posteriores, como el OB-X y OB-Xa, ya habían dejado de incorporar los voluminosos SEM para reemplazarlos por tarjetas de voces individuales, agrupadas en un gabinete común y energizadas todas con la misma alimentación. Oberheim continuó produciendo sintetizadores hasta finales de los años 80. Otros productos notables de esta empresa fueron el OB-1 (monofónico), el OB-8, el Xpander, el Matrix-6, el Matrix-12 y el Matrix 1000. 
Oberheim Electronics cerró sus puertas en 1986, cuando fue adquirida por Gibson Guitar Corporation, una empresa mucho mayor, también fabricante de instrumentos que produjo, en colaboración con Don Buchla, uno de los últimos sintetizadores genuinamente analógicos, el OBM-X.
La marca Oberheim se le otorgó en calidad de licencia a Viscount International SpA, una fábrica italiana de órganos, también propiedad de Gibson. Viscount desarrolló en cosa de pocos años una variedad de instrumentos que fueron muy innovadores para su época -de hecho, aún siguen produciéndose y vendiéndose-: el sintetizador digital Oberheim OB12, la guitarra DSP GM-1000 -con gran cantidad de efectos-, la serie MC de sintetizadores maestros y el OB3², una imitación portátil -y muy barata- del popular Órgano Hammond.